# Jaime Araújo
Jaime Bittencourt de Araújo (Manaus, 13 de agosto de 1933), mais conhecido como Jaime Araújo, é um engenheiro civil e político brasileiro, outrora deputado federal pelo Amazonas.

## Dados biográficos
Filho de Aluísio Araújo e Julieta Bittencourt Araújo. Estudou no Rio de Janeiro, São Paulo e Lisboa antes de formar-se engenheiro civil em 1944 pela Universidade Federal do Rio de Janeiro. Nomeado prefeito de Manaus pelo interventor Álvaro Maia em 1945, candidatou-se a deputado federal pela UDN nesse mesmo ano sem precisar renunciar ao executivo municipal, mas figurou apenas como suplente.
Eleito deputado estadual em 1947, foi signatário da Constituição Estadual Amazonense promulgada em 14 de julho daquele ano. Integrante do Conselho Técnico de Economia e Finanças do Amazonas e também dos conselhos do Serviço Nacional de Aprendizagem Industrial (SENAI) e do Serviço Social do Comércio (SESC) no respectivo estado, elegeu-se deputado federal em 1950, alcançou a terceira suplência na disputa seguinte e conquistou um novo mandato em 1958. Despediu-se das urnas ao buscar uma malograda reeleição via PL quatro anos depois.